# Kōsuke Kikuchi
Kōsuke Kikuchi (japanisch 菊地 光将 Kikuchi Kōsuke; * 16. Dezember 1985 in der Präfektur Saitama) ist ein japanischer Fußballspieler.

## Karriere
Kikuchi erlernte das Fußballspielen in der Universitätsmannschaft der Komazawa-Universität. Seinen ersten Vertrag unterschrieb er 2008 bei Kawasaki Frontale. Der Verein spielte in der ersten japanischen Liga, der J1 League. 2008 und 2009 wurde er mit dem Verein Vizemeister. Für den Verein absolvierte er 93 Erstligaspiele. 2012 wechselte er zum Ligakonkurrenten Omiya Ardija. Am Ende der Saison 2014 stieg der Verein in die zweite Liga ab. 2015 wurde er mit dem Verein Meister stieg wider in die erste Liga auf. Am Ende der Saison 2017 musste der Verein wieder den Weg in die Zweitklassigkeit antreten. Für den Verein absolvierte er insgesamt 211 Ligaspiele. 2020 wechselte er nach Yamaguchi zum Ligakonkurrenten Renofa Yamaguchi FC.

## Erfolge
Kawasaki Frontale
- J1 League

Vizemeister: 2008, 2009
- J.League Cup

Finalist: 2009